# InfoJobs
InfoJobs es una bolsa de empleo privada en línea, especializada en el mercado español, italiano y brasileño. La empresa, que nació en 1998 dentro del Grupo Intercom, cuenta con doscientos trabajadores y tiene su sede central en Barcelona, pero dispone de diez oficinas más en el territorio español.
Hoy es propiedad del Grupo Adevinta a través de su filial en España, Anuntis-Segundamano, propietaria también de otros sitios web de anuncios clasificados como Segundamano.es, Coches.net, Fotocasa y Milanuncios.com. 
InfoJobs España es la bolsa de empleo que más tráfico registra en España, según las empresas de investigación y análisis de audiencias en internet Nielsen NetRatings y OJD Interactiva.
InfoJobs Brasil es la bolsa de empleo que más tráfico registra en Brasil, según la empresa de investigación y análisis de audiencias en internet Comscore.

## Funcionamiento
InfoJobs, como bolsa de empleo en línea, facilita el encuentro entre oferta y demanda de empleo mediante el almacenamiento de los currículum de los candidatos y de las ofertas de las empresas en un formato estandarizado. Este método facilita las búsquedas de unos y otros a través de herramientas de filtrado. Se ofrecen los siguientes servicios en su página web:
- Publicar una oferta: servicio que permite a las empresas mostrar los detalles del puesto de trabajo que tienen disponible y al que las personas que consideran que cumplen con los requisitos se pueden apuntar entrando así en el proceso de selección.
- Búsqueda en base de datos: los clientes de InfoJobs pueden buscar al candidato que mejor se ajuste a los requisitos de su vacante de empleo directamente entre los más de 2,6 millones de candidatos activos que hay en la base de datos
- Publicar un proyecto: para aquellas necesidades laborales que se cubren de forma puntual, InfoJobs Freelance permite la publicación de proyectos para encontrar el perfil más adecuado entre una base de datos de más de 115 000 profesionales autónomos.
- Búsqueda de empleo: servicio que previa alta del currículum en la plataforma, permite a las personas que buscan trabajo o están abiertos a nuevas oportunidades laborales, bien ser encontrados por los reclutadores a través de la base de datos o inscribirme proactivamente en aquellas ofertas que se ajusten a su perfil y sean de su interés.

## Soldadura

### InfoJobs TV
InfoJobs TV pretende ser un punto de referencia donde encontrar información fresca y actualizada sobre como redactar un buen currículum, como afrontar una entrevista de trabajo, cómo desarrollar una carrera profesional, en que se fijan las empresas, etc., así como aspectos relacionados con el mundo de los recursos humanos.

### Informe InfoJobs-Esade de 2011

#### El mercado laboral en España
El informe InfoJobs-Esade de 2011 es un estudio presentado por InfoJobs y Esade con el objetivo de aportar conocimiento útil sobre el mercado de trabajo en España, documentando las distintas tendencias, rasgos y oportunidades existentes. En el informe se analiza el contexto económico, el estado del trabajo en España según la actividad registrada en InfoJobs y la opinión de expertos, candidatos y empresas sobre el mercado laboral

## Cronología
1998. Después de su experiencia como responsable del área de Recursos Humanos en el Grupo Intercom, Nacho González-Barros crea InfoJobs.net.
1999. InfoJobs.net cambia su estructura tecnológica de Lotus Notes a una plataforma Oracle.
2001. La sociedad de capital de riesgo Corporación Sant Bernat (Corsabe) adquiere el 10 % de la compañía por más de 1 200 000 €, en plena crisis de la empresa puntocom.
2002. InfoJobs gana el Grand Prix, otorgado por iBest, gracias a la elección de internautas y expertos. Este mismo año supera el millón de currículos. Se incorpora Carles Salvadó como director general de la empresa.
2003. InfoJobs recibe el reconocimiento a su competitividad en los Premios Pimes 2003, otorgados por Pimec-Sefes. También es nominada a dos candidaturas de los Premios Príncipe Felipe a la Excelencia Empresarial: Innovación tecnológica y Competitividad empresarial pyme. Nacho González-Barros, fundador de la empresa, deja InfoJobs para focalizar su atención en el lanzamiento de nuevos proyectos en la red.
2004. InfoJobs es finalista en la categoría a mejor web española de los premios de la Asociación de Usuarios de Internet (AUI). El grupo de comunicación canadiense Trader Classified Media adquiere el 60 % de InfoJobs.
2005. Juan Antonio Esteban se incorpora como nuevo director general de InfoJobs en substitución de Carles Salvadó.
2006. El grupo de comunicación noruego Schibsted adquiere el 60 % de InfoJobs a Trader Classified Media y seis meses más tarde amplia su participación hasta el 93,56 %, mientras que el Grupo Intercom mantiene el 6,4 % de las acciones de la empresa.
2007. Abre dos nuevas delegaciones comerciales, una en Galicia y otra en País Vasco. Además, abre delegación en Second Life.
2008. Abre seis nuevas delegaciones comerciales: Zaragoza, Valencia, Sevilla, San Sebastián, Alicante y Vigo.
2009. El grupo de comunicación noruego Schibsted pasa a controlar la compañía.
2012. InfoJobs es reconocida como la mejor empresa para trabajar en España dentro de la categoría de cien a doscientos cincuenta empleados según el estudio Best Workplaces de 2012.
2013. InfoJobs gana el Premio Seres de 2013 a la innovación y el compromiso social de la empresa.

## Premios
- iBest 2001 y 2002: InfoJobs recibe el reconocimiento de la academia iBest durante dos años consecutivos (2001 y 2002), que selecciona a este sitio web como la mejor bolsa de empleo de Internet. En 2002 recibe los premios al mejor sitio de empleo y el Grand Prix, otorgado por internautas y expertos.[13]
- Nominaciones a los Premios Príncipe Felipe a la Excelencia Empresarial: En la edición de 2003 InfoJobs fue nominada a dos candidaturas de los Premios Príncipe Felipe a la Excelencia Empresarial: Innovación tecnológica y Competitividad empresarial pyme.
- Premios Pimes de 2003 a la empresa más competitiva de Cataluña: El jurado de los Premios Pimes de 2003 otorga a InfoJobs el segundo premio a la pequeña y mediana empresa (pyme) más competitiva de Cataluña reconociendo los esfuerzos dedicados en cuanto a la mejora de su productividad, la innovación tecnológica, la inversión, la internacionalización y la implantación de nuevas técnicas organizativas y de motivación del personal. Además, el premio valora que InfoJobs ha puesto en marcha de forma continuada nuevos servicios y ha aumentado la rapidez y la calidad de su funcionamiento y destaca que sea uno de los diez sitios webs más visitados de España.
- Premios Pimes de 2008 a la empresa más competitiva de Cataluña: El jurado de los Premios Pimes de 2008 otorga a InfoJobs el Premio Pimes a la empresa más competitiva en la categoría de mediana empresa. El premio fue concedido sobre la base de los logros conseguidos por InfoJobs en 2007. Se tuvo en cuenta las cifras de negocio, la apertura de nuevas sedes en Galicia y País Vasco, el acuerdo con la Fundación CYD y la incorporación a la lista de los Best Places to Work.